# James D'Arcy
Pour les articles homonymes, voir D'Arcy.
Simon D'Arcy, dit James D'Arcy, est un acteur britannique, né le 24 août 1975 à Londres. Il est aussi réalisateur.

## Biographie
Simon D'Arcy voit le jour le 24 août 1975 à Amersham mais grandit à Fulham, dans la banlieue de Londres. Il vit avec sa mère, infirmière, et sa sœur cadette Charlotte. Il ne connaît pas son père qui est mort pendant sa petite enfance.
Il étudie au Christ's Hospital en 1991. Il déménage brièvement  en Australie à Perth, puis sort diplômé de la London Academy of Music and Dramatic Art en 1995.
Durant ce temps de formation, il apparaît dans des pièces telles que Heracles, Comme il vous plaira ou Wild Honey.

## Carrière
Il débute dans le métier par de petits rôles dans des séries télévisées comme Affaires non classées et Brookside en 1996.
Il enchaîne par la suite des feuilletons, jouant dans le Fantôme de Canterville et The Ice House en 1997. Cette même année, il joue dans The History of Tom Jones, a Foundling.
En 1999, il obtient son premier rôle au cinéma dans le film Hôtel Paradiso.
Depuis son début de carrière, D'Arcy transite entre la télévision et le cinéma. En 2001, l'anglais joue dans la minisérie Rebel Heart et fait une apparition dans la série The Life and Adventures of Nicholas Nickleby. En 2002, il se fait remarquer pour sa prestation dans le feuilleton Sherlock : la marque du diable, ou il interprète un jeune Holmes. Il commence à se faire connaître du grand public en 2003, jouant le rôle du premier lieutenant Pullings dans Master and Commander : De l'autre côté du monde de Peter Weir aux côtés de Russell Crowe. En 2004, on le remarque dans un autre registre dans l'L'Exorciste : Au commencement, préquelle du célèbre film de 1973. D'Arcy est néanmoins très actif à la télévision ou il joue en 2005 dans un feuilleton de Hercule Poirot, le Train bleu. Il continue dans l'univers d'Agatha Christie en prenant part au téléfilm La Plume empoisonnée. En 2006, on l'aperçoit  dans un registre plus historique puisqu'il donne vie à Tiberius Gracchus à deux reprises, notamment dans le feuilleton The Battle For Rome. En 2007, D'Arcy joue dans Fallen Angel puis Mansfield Park.
Il a également travaillé pour la radio BBC pour les drames de Dracula ou Winifred Holtby. Il intègre le casting du Journal intime d'une call girl en 2009 dans le rôle de Duncan, qu'il jouera jusqu'en 2010. En 2011, il joue le rôle d'Édouard VIII dans le film W.E., second long métrage de Madonna.
L'année 2012 est remplie pour l'acteur anglais qui apparaît de nombreuses fois au cinéma ainsi qu'à la télévision. Il fait partie du casting du film indépendant Cloud Atlas de Lana et Lilly Wachowski et prend la peau de Anthony Perkins dans Hitchcock.
En 2014, il tient l'un des rôles principaux dans la série Those Who Kill, sous les traits d'un homme intelligent et rusé comme Sherlock Holmes qui aide une enquêtrice à traquer un tueur en série,.
En 2015, il joue dans la saison 2 de Broadchurch, interprétant Lee Ashworth, soupçonné d'avoir tué deux filles. Il est un personnage régulier de la série Marvel Agent Carter. Il y joue Edwin Jarvis, fidèle majordome de Howard Stark. On l'aperçoit dans Jupiter Ascending, des Wachowski.
En octobre 2016 il est membre du jury du Festival du film britannique de Dinard 2016, sous la présidence de Claude Lelouch.

## Filmographie
Sauf indication contraire, les informations mentionnées dans cette section peuvent être confirmées par la base de données cinématographiques IMDb,  présente dans la section « Liens externes ».

### Acteur

#### Cinéma

##### Longs métrages
- 1997 : Oscar Wilde (Wilde) de Brian Gilbert : Le premier ami
- 1999 : La Tranchée (The Trench) de William Boyd : Colin Daventry
- 1999 : Hôtel Paradiso, une maison sérieuse (Guest House Paradiso) d'Adrian Edmondson : Un jeune groom
- 2001 : Revelation de Stuart Urban : Jake Martel
- 2003 : Master and Commander : De l'autre côté du monde (Master and Commander : The Far Side of the World) de Peter Weir : Premier lieutenant Tom Pullings
- 2003 : Attraction fatale (Not the I) de Matthew Parkhill : Barnaby F. Caspian
- 2004 : L'Exorciste : Au commencement (Exorcist : The Beginning) de Renny Harlin : Père Francis
- 2005 : American Haunting (An American Haunting) de Courtney Solomon : Richard Powell
- 2007 : Rise (Rise : Blood Hunter) de Sebastian Gutierrez : Le prêtre
- 2008 : Flashbacks of a Fool de Baillie Walsh : Jack Adams
- 2011 : Carcéral : Dans l'enfer de la taule (Screwed) de Reg Traviss : Sam
- 2011 : W.E. de Madonna : Édouard VIII
- 2011 : Age of Heroes d'Adrian Vitoria : Ian Fleming
- 2011 : The Flight of the Swan de Nikos Tzimas : Alexis
- 2012 : Cloud Atlas de Lana et Lilly Wachowski : Rufus Sixsmith / James l'infirmier / L'archiviste
- 2012 : Hitchcock de Sacha Gervasi : Anthony Perkins
- 2012 : Overnight de Valerie Breiman : Tom
- 2012 : Replicas (In Their Skin) de Jeremy Power Regimbal : Bobby
- 2012 : The Domino Effect de Paula van der Oest : Mark
- 2014 : Cops : Les Forces du désordre (Let's Be Cops) de Luke Greenfield : Mossi
- 2014 : The Philosophers de John Huddles : Mr Zimit
- 2015 : Jupiter : Le Destin de l'univers (Jupiter Ascending) de Lana et Lilly Wachowski : Le père de Jupiter Jones
- 2015 : Survivor de James McTeigue : Paul Anderson
- 2016 : Gernika de Koldo Serra : Henry Horwel
- 2017 : Dunkerque (Dunkirk) de Christopher Nolan : Capitaine Winnant CEB
- 2017 : Le Bonhomme de neige (The Snowman) de Tomas Alfredson : Filip Becker
- 2019 : Avengers : Endgame d'Anthony et Joe Russo : Edwin Jarvis
- 2019 : Life Like de Josh Janowicz : Julian
- 2020 : Six Minutes to Midnight d'Andy Goddard : Capitaine Drey
- 2020 : LX 2048 (001LithiumX) de Guy Moshe : Adam Bird
- 2021 : Warning d'Agata Alexander : Dieu
- 2022 : North of Normal de Carly Stone : Sam
- 2023 : Oppenheimer de Christopher Nolan : Patrick Blackett

##### Courts métrages
- 1998 : Hiccup de Phil Traill : Barry
- 1999 : The Bass Player de Denis Lawson : Peter
- 2007 : Persuasion de Will O'Connor : Dan
- 2010 : Natural Selection de Brett Foraker : John Henry Wilson
- 2013 : Dreams Never End d'Emma Julia Jacobs : le loup

#### Télévision

##### Séries télévisées
- 1996 : Inspecteurs associés (Dalziel and Pascoe) : Franny Roote
- 1996 : Affaires non classées (Silent Witness) : Un étudiant
- 1996 : Brookside : Martin Cathcart
- 1997 : Inspecteur Wexford (The Ruth Rendell Mysteries) : Nicholas Hawthorne
- 1997 : The Ice House : Jonathan Maybury
- 1997 : A Dance to the Music of Time : Nichols Jenkins étudiant
- 1997 : The History of Tom Jones, a Foundling : Blifil
- 1999 : Sunburn : Phil
- 2001 : Le monde des ténèbres (Dark Realm) : Dean
- 2001 : Rebel Heart : Ernie Coyne
- 2003 : P.O.W. : Jim Caddon
- 2005 : Hercule Poirot (Agatha Christie's Poirot) : Derrick Kettering
- 2006 : Miss Marple (Agatha Christie's Marple) : Jerry Burton
- 2006 : Ancient Rome : The Rise and Fall of an Empire : Tiberius Gracchus
- 2006 : The Battle for Rome : Tiberius Gracchus
- 2007 : Meurtres à l'anglaise (The Inspector Lynley Mysteries) : Guy Thompson
- 2007 : Fallen Angel : Toby Clifford
- 2008 : Bonekickers : Capitaine Roberts
- 2009 : Journal intime d'une call girl (Secret Diary of a Call Girl) : Duncan
- 2011 : The Closer : L.A. enquêtes prioritaires (The Closer) : Professeur Alex Banks
- 2014 : Those Who Kill : Thomas Schaeffer
- 2015 : Broadchurch : Lee Ashworth
- 2015 - 2016 : Agent Carter : Edwin Jarvis
- 2018 : Das Boot : Jack Sinclair
- 2018 : Homeland : Thomas Anson
- 2018 : Kevin (Probably) Saves the World : Un anglais
- 2019 : The Hot Zone : Trevor Rhodes
- 2019 : The Rook : Andrew Bristol
- 2021 : Leonardo : Ludovico Sforza
- 2021 : Red Election : Adam Cornwell
- 2022 : Grace : Cassian Pewe
- 2022 : Deadline : James

##### Téléfilms
- 1997 : Le fantôme de Canterville (The Canterville Ghost) de Crispin Reece : Lord Cheshire
- 1998 : Norman Ormal : A Very Political Turtle de Metin Hüseyin : Un acteur
- 2001 : The Life and Adventures of Nicholas Nickleby de Stephen Whittaker : Nicholas Nickleby
- 2002 : Sherlock : La Marque du diable (Sherlock : Case of Evil) de Graham Theakston : Sherlock Holmes
- 2007 : Mansfield Park d'Iain B. MacDonald : Tom Bertram
- 2008 : The Commander : Abduction de Gillies MacKinnon : Jerry
- 2009 : Virtuality : Le voyage du Phaeton (Virtuality) de Peter Berg : Dr Roger Fallon
- 2009 : Into the Storm de Thaddeus O'Sullivan : Jock Colville
- 2012 : The Making of a Lady de Richard Curson Smith : Capitaine Alec Osborn

### Réalisateur
- 2017 : Chicken/Egg (court métrage)
- 2020 : Made in Italy

## Distinctions
Sauf indication contraire, les informations mentionnées dans cette section peuvent être confirmées par la base de données cinématographiques IMDb,  présente dans la section « Liens externes ».

### Récompense
- Fantasporto 2021 : meilleur acteur pour LX 2048

### Nominations et sélections
- Ian Charleson Awards 2002 : meilleur comédien pour Edward II[réf. nécessaire]
- Festival international du film de Santa Barbara 2017 : prix Bruce Corwin du meilleur court métrage en prise de vues réelles pour Chicken/Egg

## Voix francophones
En France, James D'Arcy n'a pas de voix régulière même s'il a été doublé à quatre reprises par Thomas Roditi ainsi qu'à trois reprises par  Constantin Pappas, Damien Boisseau et Patrick Mancini.